# География на Азербайджан
Азербайджан е разположен на границата между Европа и Азия. Някои институции го причисляват към Източна Европа, а други – и към Европа, и към Предна Азия. В повечето от случаите страната се разглежда като част от съвременна Европа. Площ 86 600 km². Население на 1 юли 2019 г. 10 019 575 души. Столица град Баку.

## Географско положение, граници, големина
Азербайджан заема източната част на Закавказието. На юг граничи с Иран (дължина на границата 608 km), на югозапад – с Армения (592 km) и Турция (10 km), на северозапад – с Грузия (360 km) и на север – с Русия (347 km). Обща дължина на сухоземните граници 1917 km. На изток територията ѝ се мие от водите на Каспийско море. Дължина на бреговата линия 756 km. Дължина от запад на изток 473 km, ширина от север на юг 385 km. В тези си граници заема площ от 86 600 km².
Територията на Адербайджан се простира между 38°24′ и 41°55′ с.ш. и между 44°46′ и 50°37′и.д. Крайните точки на страната са следните:
- крайна северна точка – (41°54′44″ с. ш. 46°25′33″ и. д. / 41.912222° с. ш. 46.425833° и. д.), Вододелен хребет на Голям Кавказ, на границата с Русия.
- крайна южна точка – (38°23′30″ с. ш. 48°39′43″ и. д. / 38.391667° с. ш. 48.661944° и. д.), на левия бряг на река Астарачай, на границата с Иран.
- крайна западна точка – (39°42′17″ с. ш. 44°45′50″ и. д. / 39.704722° с. ш. 44.763889° и. д.), на левия бряг на река Аракс, на границата с Турция.
- крайна източна точка – (40°12′16″ с. ш. 50°37′30″ и. д. / 40.204444° с. ш. 50.625° и. д.), на източния бряг на остров Чилов в Каспийско море.

## Геоложки строеж, полезни изкопаеми
Територията на Азербайджан е разположена в източната част на Кавказкия сегмент на Алпийската геосинклинална област. От изток към страната се допира огромната меридионална депресия на Каспийско море. Северната част на страната се обхваща от източния отсек на сложно изграденото южно крило на мегантиклинория на Голям Кавказ, а също и областта на неговото югоизточно потъване. В строежа на тази част участват предимно седиментни наслаги с юрска, кредна, палеогенова, неогенова и антропогенова възраст. От тях най-характерни са глинесто-шистовите слоеве от средната юра, флишевите образувания от късната юра и ранния палеоген и олигоценови моласи. В югоизточно направление древните слоеве се сменят с все по-млади и линейната нагънатост се заменя с промеждутъчна и накъсана. По южното подножие на Голям Кавказ, в района на Шеки – Шемаха са развити средноюрски и кредни вулканогенни образувания.
На Абшеронския полуостров, Абшеронския и Бакинския архипелази със съсредоточени крупни залежи на нефт и газ в продуктивните средно плиоценски пластове и наслагите с олигоценскиа и ранно миоценска възраст. Централната част на Азербайджан се отнася към областта на Куринската междупланинска падина, характеризираща се с наслояването на мощен слой от неогеново-антропогенови моласи. Тези наслаги в полосата южно от дългата Алазан-Агричайска депресия са смачкани в стръмни, отчасти разположени на юг върху нагънатите пластове, а в пределите на Куро-Араксинската низина образуват полегати брахиантиклинални издигания. В долното течение на Кура към тях са привързани значителни залежи от нефт и газ в продуктивните пластове и в наслагите от абшеронския етаж.
В южната част на Азербайджан е разположена системата на Малък Кавказ, в изграждането на която основна роля играят вулканогенните скали от средната юра, вулканогенните и карбонатните наслаги от късната креда и вулканогенно-теригенните наслаги от палеогена. В северните части на Малък Кавказ са известни малки изходи на повърхността на докамбрийски метаморфни скали. Има многочислени интрузивни гранитоиди с късноюрска и късноеоценска възраст. С първите е свързано голямото Дашкесанско находище на желязна руда и косвено – със Заглинското алунитово находище. Тук е разположено известното Нафталанско находище на лечебен нефт. В полосата, пресичаща горните течения на реките Тертер и Акера са разпространени внедрявания на основни и ултраосновни скали. Нахичеванската депресия покрай река Аракс е запълнена с миоценски лагунни седименти, а на територията на Нахичеванската автономна република са развити теригенно-карбонатни наслаги със силурска, девонска и ранно карбонска възраст, карбонатни наслаги с пермско-триаска (Шаруро-Джулфинския антиклинорий) и кредно-плиоценско-еоценска възраст (Ордубадски синклинорий). Разработват се находища на молибден, каменна сол и др. В Карабахската планинска земя има проявления на субаерален плиоценово-антропогенен вулканизам. Талишките планини са отделени от Малък Кавказ с напречната депресия на река Аракс и представляват система от усложнени от разломи гънки, изградени от морски палеогенови (надолу вулканотенни, нагоре – теригенни) и миоценови пластове.
В югоизточното потъване на Голям Кавказ, в Куро-Араксинската низина, значителни части от крайбрежната акватория на Каспийско море и в други райони на страната са развити кални вулкани (над 200). Много райони на Азербайджан се отличават с повишена сеизмичност, особено южните склонове на Голям Кавказ в района на Шеки – Шемаха и южната част на Малък Кавказ, около долината на река Аракс. Азербайджан разполага с многочислени термални и студени минерални извори, сред които най-известни са източните от кисловодски тип (Бадамли, Туршсу, истису и др.).

## Природа
Основната част от територията на Азербайджан е разположена между югоизточните части на планинските системи на Голям и Малък Кавказ и Талишките планини. Бреговете на Каспийско море са слабо разчленени. Дължината на брегова линия е 825 km. Най-големите полуострови са Абшеронски, Куринска коса, Сара; удобни заливи – Абшеронски, Къзълагадж, Бакински; по-големи острови – Чилов е Пиралахи (последният чрез дига е свързан със сушата).

### Релеф
Почти половината от територията на Азербайджан е заета от планини. В пределите на страната попадат югоизточните части на 3 големи морфструктури на Кавказ: на север Голям Кавказ, на юг Малък Кавказ и разположената между тях Куринска падина. В крайния югоизток са Талишките планини, а на юг Средноаракската котловина, обградена от Айоцдзорския (Даралагезки) и Зангезурски хребет. Голям Кавказ е представен от Главния, или Вододелен (връх Базардюзю 4466 m, 41°13′16″ с. ш. 47°51′29″ и. д. / 41.221111° с. ш. 47.858056° и. д.) и Страничния (връх Шахдаг 4243 m) хребети. Високите части на Голям Кавказ се характеризират с широко развитие на нивално-ледникови релефни форми, а среднопланинските части са силно разчленени от дълбоки речни долини. На изток от връх Бабадаг (3629 m) височината на Голям Кавказ рязко се понижава и преминава в обширни нископланински и предпланински части, където преобладават аридно-денудационните форми на релефа. Североизточно от Голям Кавказ е разположена Кусарската наклонена равнина, преминаваща на изток в Самур-Дивичинската низина на Куринската падина, която в пределите на Азербайджан се състои от две части. В релефа на западната част и северния борд на падината господстват ниските планини, дългите възвишения и междупланинските котловини – най-голяма Алазан-Авторанската (Алазан-Агричайска), а по стръмните южни склонове на хребетите са развити бедленди и глинест карст. Централната и източната на Куринската падина е заета от Куро-Аракската низина, включваща алувиални и алувиално-делтово-морски равнини, а предпланинските ѝ части са представени от наклонени равнини.
В пределите на Азербайджан попадат и югоизточните части на Малък Кавказ, включващ хребетите Шахдагски, Муровдаг (връх Гямиш 3724 m) и Карабахски хребет, всички с широко развитие на повърхностно заравняване. Вътрешната част на Малък Кавказ е заета от Карабахската планинска земя, за релефа на която са характерни обширните лавови плата и конусите на угаснали вулкани. Средновисоките ерозионно-тектонски Талишки планини се състоят от 3 хребета, достигащи височина 2477 m. В релефа на Нахичеванската автономна република се открояват Приаракската наклонена равнина, плато и интензивно разчленените южни склонове на Айоцдзорския (Даралагезки) и Зангезурски хребет (връх Капуджик 3904 m), а в предпланинската зона – купула Иландаг и др. Най-високите части на хребетите на Малък Кавказ съхраняват следи от ледников релеф.

## Климат
Азербайджан основно е разположен в субтропичната зона. На територията на страната могат да се обособят няколко типа климат – от сух и влажен субтропичен до климат на планинските тундри. Средногодишната температура се изменя от 14,5 °C в низините до 0 °C и по-ниска в планинските райони. Средната юлска температура в низините е 25 – 27 °C (и по-висока в Нахичеванската котловина), а в планините 5 °C и по-ниска, като лятото в низините е сухо. Средната януарска температура варира от 0 до 3 °C в низинните райони (и по-висока в Ленкоранската низина), от -3 до -6 °C в среднопланинските и под -10 °C във високопланинския пояс. Абсолютният максимум достига 40, 43 °C, а абсолютният минимум до -30 °C в Нахичеванската котловина и високопланинските райони. Гасподстващите ветрове са: северни (на Абшеронския полуостров), северозападни и югоизточни (в Куро-Аракската низина), западни (в Ленкоранската низина). Валежите са разпределени крайно неравномерно. На южното крайбрежие на Абшеронския полуостров, в югоизтока на Ширвани и югоизтока на Кобустан (предпланините на Малък Кавказ) годишната сума на валежите е под 200 mm, в Куро-Аракската низина и Нахичеванската котловина 200 – 300 mm, в предпланинския и среднопланинския пояс 300 – 900 mm, по южните склонове на Голям Кавказ 1000 – 1300 mm, в Ленкоранската низина 1200 – 1400 mm (в отделни госини до 1700 – 1800 mm). В Ленкоранската низина основното количество валежи падат през студения сезон, а в останалите планински и предпланински райони – от април до септември.
| температура | януари | февуари | март  | април | май   | юни   | юли   | август | септември | октомври | ноември | декември |
| ----------- | ------ | ------- | ----- | ----- | ----- | ----- | ----- | ------ | --------- | -------- | ------- | -------- |
| минимална   | 2 °C   | 2 °C    | 5 °C  | 9 °C  | 14 °C | 18 °C | 21 °C | 21 °C  | 18 °C     | 13 °C    | 8 °C    | 3 °C     |
| максимална  | 8 °C   | 8 °C    | 11 °C | 17 °C | 22 °C | 27 °C | 30 °C | 30 °C  | 26 °C     | 20 °C    | 14 °C   | 10 °C    |

### Води
В Азербайджан има 1250 реки, но само 21 от тях са с дължина над 100 km. Планинските области (1000 – 2500 m) се характеризират в гъста речна мрежа (0,4 – 0,5 km/km²), а в равнините тя е значително по-рядка (0,5 – 0,1 km/km²). Най-голямата река в Закавказието Кура протича през страната от северозапад на югоизток и се влива в Каспийско море. Главният ѝ приток Аракс тече по южната граница на Азербайджан. Болшинството от реките се отнасят към водосборния басейн на Кура, а реките в североизточната част на страната и водещите началото си от Талишките планини се вливат директно в Каспийско море. От югоизточните склонове на Голям Кавказ водят началото си селеносни реки: Белоканчай, Мухахчай, Талачай, Курмухчай и др. На североизток от вододела текат реките Самур, Кудиалчай и др. От най-високите части на Малък Кавказ водят началото си десните притоци на Кура – Шамхорчай, Акстафа, Гянджачай, Тертер и левия приток на Аракс – Акера. При повечето реки най-висок отток се наблюдава през топлото полугодие (април – септември), а на река Талиш – през зимното полугодие (октомври – март). Водите на реките, след изхода им от планините масово се използват за напояване. На река Кура е изградено голямото Мингечаурско водохранилище (площ 605 km², обем около 16 km³), от което водят началото си магистрални напоителни канали – Горнокарабахски и Горноширвански. След Мингечаурското водохранилище па река кура се извършва местно корабоплаване.
В страната има 250 езера, болшинството от които са незначителни. Най-големи са Гаджикабул (15,5 km²) и Беюкшор (10,3 km²). Езерата с долинен и ледников произход се намират в Голям и Малък Кавказ, като най-голямото от тях е Голям Алагьол в Карабахската планинска земя (площ около 5 km², дълбочина 8 m). На североизточния склон на хребета Муровдаг са разположени група живописни езера с преграден произход, като сред тях е едно от най-красивите кавказки езера – Гьойгьол. Множество езера има и в Куро-Аракската низина.

### Почви
Най-характерните почви в Куро-Аракската низина са сивоземно-ливадните, ливадно-блатните и солончаците, а по периферията ѝ – сивоземните и ливадни-сивоземните. В наклонените равнини и предпланинските райони широко развити са сивоземно-кафявите солонцеви и осолени, кафавите горски, кестенявите, планинско-кестенявите, планинско-сивокестенявите и планинските черноземни почви. Почвите във високопланинския горски пояс са представени от кафяви планинско-горски, планинско-горски хумусно-карбонатни почви и разновидности на планинско-горските кестеняви почви. Над горната граница на горския пояс са разпространени планинско-ливадни черноземновидни, планинско-ливадно хумусни и планинско-ливадно торфени почви. Във влажните източни предпланински части на Талишките планини и Ленкоранската низина са развити различни видове жълтоземни почви.

### Растителност
Растителността на Азербайджан се отличава със своето разнообразие, като се наброяват над 4100 вида. Низинните райони на страната са заети от полупустинна и отчасти пустинна (солянкова) растителност с преобладаване в полупустините на различни видове полухрасти (предимно пелин), ефемери и ефемероиди. На засолените почви в Куро-Аракската низина са развити различни видове солянки, в предпланинските наклонени равнини и нископланинските райони – пелинова и пелиново-коилова, полупустинна, сухостепна растителност с преобладаване на коилото, типчака и други полупустинни треви. Горите заемат 1146 хил.ха, като най-големите горски масиви са разположени по южния склон на Голям Кавказ и частично по склоновете на Малък Кавказ и Талишките планини. В долната част на горския пояс (от 500 – 800 m височина) господства иберийския дъб, като в някои райони по южните склонове на Голям Кавказ с него се примесва и благороден кестен. В Талишките планини в предпланинската горска зона преобладават реликтовите гори от кестенолистен дъб, албиция, желязно дърво, фурми и др. В среднопланинската горска зона е разпространен източен бук, а над 2200 – 2500 m (на някои места над 1800 m) са разположени субалпийски и алпийски пасища.

### Животински свят
Фауната на Азербайджан наброява около 12 хил. вида. В аридните зони са разпространени влечуги (усойница, пепелянка, смок и др.), различни видове гризачи, в тръстиките на Куро-Аракската низина обитава дива свиня, а също нутрия и енотовидно куче; в степите – антилопа джейран, от птиците – фазан, кеклик, дропла, множество гъски, патки и др. В планинските райони живеят глиган, леопард, мечка, рис, горска котка, планински козел, кошута, белка, а в Талишките планини – бодлокож.

### Природни райони
Територията на Азербайджан се дели на следните природни райони: югоизточната част на Голям Кавказ; югоизточната част на Малък Кавказ; Куринска падина; Талишки планини и Нахичеван.
- Югоизточна част на Голям Кавказ – В пределите на Голям Кавказ ясно са изразени по структура и тип височинните ландшафтни пояси по южните и северни склонове и югоизточното понижение на Голям Кавказ. От североизток към Голям Кавказ се доближава Кусарската наклонена равнина и Самур-дивичинската низина. Югоизточното понижение на Голям Кавказ се характеризира със значителна аридизация на ландшафтите, почти до появяването на полупустините. В Кусарската наклонена равнина господстват горските и храстово-степните ландшафти, по крайбрежната низина – полупустинните, а в областите с обилно грунтово овлажняване – низинните гори и заблатените територии.
- Югоизточна част на Малък Кавказ – За Малък Кавказ са характерни вътрешните различия и отчетливо изразената височинна поясност на ландшафтите. Открояват се: североизточен склон, югоизточен склон, Карабахска вулканична земя и котловината на река Акера.
- Куринска падина – В Куринската падина рязко се открояват: Алазан-Агричайска котловина с господството на низинните гори; Джейранчол-Аджиноурски предпланински район с аридни редки гори и полупустинни ландшафти; Куро-Аракската низина, където в условията на недостатъчно овлажняване са развити полупустинни ландшафти.
- Талишки планин – включват Талишките планини и Ленкоранската низина.
- Нахичевански район – ясно се открояват равнинна и планинска част. Климатът е предимно рязко континентален, сух и преобладават пустинните ландшафти.